# Strömbackaskolan
Strömbackaskolan är en gymnasieskola i Piteå, beläget mitt emot Piteå kommuns stadshus. Skolan har cirka 1420 elever och 260 anställda fördelade på 14 nationella program. På Bygg- och Anläggningsprogrammet och El- och eneriprogrammet har man en lång tradition av så kallade elevbyggen. Eleverna på de olika inriktningarna bygger flerfamiljshus i samarbete med det kommunala bostadsföretaget Pitebo. Många av skolans elever driver UF- företag och har medverkat vid olika mässor och UF-tävlingar med goda resultat. Gymnasieskolan fick tillsammans med övriga Utbildningsförvaltningen utmärkelsen som årets skolkommun 2013 och året därefter kom man på andra plats.
De äldsta delarna av skolan byggdes 1937-1939 och fungerade då som verkstadsskola. Med åren har den utökats med fler byggnader och många program. Den anrika Strömbacka Herrgård fungerar som hemvist för Restaurang- och Livsmedelsprogrammet. En stor del av skolan förstördes i en brand den 26 juni 1989 under ett takläggningsarbete; branden orsakade skador för omkring 150 miljoner kronor. Skolan stod dock tom, eftersom sommarlov rådde. 1200 elever och lärare berördes av branden och fick tillbringa läsåret 1989–1990 i provisoriska lokaler.
Skolan är sedan länge indelad i byggnader vilka har namngivits från den nordiska mytologin, exempelvis är skolans huvudbyggnad benämnd Oden. Skolans delas även upp i rektorsområden och skolenheter där det förnuvarande finns 5 olika skolenheter, dessa är Hugin, Magne, Mimer, Mjölner & Munin. Hugin (Naturvetenskapsprogrammet, Teknikprogrammet och Vård- och omsorgsprogrammet), Magne (Fordons- och transportprogrammet & Industritekniska programmet), Mimer (Barn- och fritidsprogrammet, Introduktionsprogrammet och Samhällsvetenskapsprogrammet), Mjölner (Bygg- och anläggningsprogrammet, El- och Energiprogrammet, VVS- och Fastighetsprogrammet), Munin (Ekonomiprogrammet, Estetiska programmet, Handels- och administrationsprogrammet, Restaurang- och Livsmedelsprogrammet).  .